# おませな人魚姫
『おませな人魚姫』（おませなマーメイド）は、いがらしゆみこによる日本の漫画作品。
『なかよし』（講談社）にて1976年9月号なかよしまんが文庫に連載された。
ストーリーもいがらしが手がけたコミカルな海洋冒険ものである。

## あらすじ
海賊キッドは金銀財宝があるという南海の孤島へ向かう。しかしその前に人魚が現れキッドは心を奪われてしまう。
しかしその人魚の正体は・・・。

## 書誌情報
- おませな人魚姫、初版発行日 1978年8月5日
  - OH! 四畳半